# Mesoregione Metropolitana di Rio de Janeiro
Metropolitana do Rio de Janeiro è una mesoregione dello Stato di Rio de Janeiro in Brasile. È la più grande, ricca, e densamente popolata mesoregione dello Stato. In essa si trova la capitale e la maggior parte dei comuni con più di 100 000 abitanti.

## Microregioni
È suddivisa in 5 microregioni:
- Itaguaí
- Macacu-Caceribu
- Rio de Janeiro
- Serrana
- Vassouras